# 870
Năm 870 là một năm trong lịch Julius.